# Thyrocopa brevipalpis
Thyrocopa brevipalpis là một loài bướm đêm thuộc họ Oecophoridae. Nó là loài đặc hữu của Kauai.
Chiều dài cánh trước là 9–16 mm. Con trưởng thành bay quanh năm.
Ấu trùng ăn Hedyotis terminalis.